# 鶴岡市民歌
「鶴岡市民歌」（つるおかしみんか）は、山形県鶴岡市が制定した市民歌である。以下の3代が存在する。
1. 1933年（昭和8年）制定。作詞・沢谷長太郎、作曲・辻順治。
2. 1956年（昭和31年）制定。作詞・北川冬彦、作曲・中田喜直。
3. 2017年（平成29年）制定。作詞・保岡直樹、作曲・新実徳英。

現在の市民歌は3.である。

## 現市民歌
現行の「鶴岡市民歌」は2015年（平成27年）の新設合併10周年を記念し、南庄内合併協議会で取り決められた合併後の市民歌を「新市において検討する」とした協定項目に基づいて2017年（平成29年）10月1日に制定されたものである。合併前の各自治体では（旧）鶴岡市の他に羽黒町と温海町が町民歌を制定しており、櫛引町が町民音頭とこどもの歌、藤島町と朝日村は音頭のみを作成している状況であったが、どの楽曲も合併協議会では「地域の歌」として継承する旨の確認が行われることも無く、廃止されている。
2015年（平成27年）5月に市内の各分野・地域から選ばれて委嘱を受けた12名により構成される鶴岡市民歌制定委員会が招集され、歌詞の懸賞公募を行ったのち夫人が鶴岡市出身の地縁により東京音楽大学客員教授の新実徳英が作曲依頼を受けて完成、2017年10月1日に鶴岡市文化会館で開催された合併10周年記念式典で初演奏が行われた。

## 過去の市民歌
新設合併前の（旧）鶴岡市では、以下の2代の市民歌が存在した。

### 初代（1933年）
初代の「鶴岡市民歌」は、1933年（昭和8年）に鶴岡日報社が（旧）鶴岡市の市制10周年を記念して歌詞を懸賞公募し、市内在住の歌人で短歌同人『帆のない帆船』を主宰していた沢谷長太郎の応募作を入選採用したものである。作曲は地元出身の前陸軍戸山学校楽隊長で、日本ポリドールの吹込部長に転職したばかりであった辻順治が行った。1番の歌い出しは「羽越の鉄路貫くところ…」で、羽越本線の全線開通から10年余りの時勢を反映した歌詞が特徴。
制定時にはポリドールがSP盤（規格品番：1425-A/B）を作成しており、B面には野口雨情の作詞・草川信の作曲による新民謡「鶴岡新小唄」が吹き込まれた。なお初代「鶴岡市民歌」選定と同年には、隣の酒田市が市制施行記念事業として山形新聞の後援により市民歌「酒田行進曲」を制定しており、鶴岡と同様に辻の作曲でポリドールがSP盤を製造している。

### 2代目（1956年）
2代目の「鶴岡市民歌」は1955年（昭和30年）に加茂町他9村を編入合併して市域を拡大し、人口が10万人を突破したことを記念して1956年（昭和31年）11月8日付で制定された。初代や3代目と異なり歌詞の懸賞募集は行わず、作詞を詩人の北川冬彦、作曲を専業の中田喜直に依頼している。
中田は1946年（昭和21年）に初めて鶴岡を訪れて以来、現地の音楽家と交流を重ねるようになり代表曲「雪の降るまちを」は冬期に積雪した市内の情景から着想を得て作成されたと言われる。この2代目市民歌は市の公的行事での演奏のみに留まらず市内の公立校で音楽の授業を通じて熱心に指導・普及が行われ、新設合併による廃止後も旧市域の住民にとっては馴染み深い楽曲となっている。2代目市民歌の制定から5年後の1961年（昭和36年）に第1回が開催され新設合併後も恒例行事として引き継がれ現在に至る「鶴岡音楽祭」では、中田が2000年（平成12年）に死去するまでほぼ毎年にわたり招かれていた。